# Pangasius humeralis
Pangasius humeralis ist eine Fischart aus der Gattung Pangasius innerhalb der Familie der Haiwelse. Die Art ist nur aus dem Kapuas-Basin auf West-Borneo bekannt.

## Merkmale
Pangasius humeralis unterscheidet sich von allen anderen Arten der Gattung durch eine vergrößerte Brustdrüse und einen auffälligen Fortsatz des Humerus, der sich über fast zwei Drittel der Körperlänge bis zur Rückenflosse erstreckt. Das Auge ist klein. Die Kiemenreuse weist 19 bis 22 Strahlen auf. Äußerlich ähnelt die Art stark Pangasius nieuwenhuisii, allerdings ist die Schnauze weniger spitz zulaufend und die Brustflossen sind glänzend schwarz. Die Körperlänge beträgt bis zu 40 cm.